# Beverly (Ohio)
Beverly – wieś w USA, w stanie Ohio, w hrabstwie Washington.
Liczba mieszkańców w 2000 roku wynosiła 1 282.